# کارملینو الوندیا سینیور
کارملینو الوندیا سینیور (انگلیسی: Carmelino Alvendia, Sr.؛ زاده ۳ نوامبر ۱۹۰۶ درگذشته ۶ مارس ۱۹۸۲) قاضی و حقوق‌دان اهل فیلیپین بوده است.